# Сиприано Мера
Сиприано Мера Санс (на испански: Cipriano Mera Sanz) е испански генерал и политически деец по време на Втората испанска република.

## Биография
Мера има двама сина (Флореал и Серхио) със съпругата си Тереса Гомес. Като зидар той се присъединява към анархисткото движение и председателства мадридския строителен съюз на Национална конфедерация на труда (CNT). По време на конгреса в Сарагоса три месеца преди началото на Испанската революция той подкрепя най-радикалните, сътрудничещи сектори на Иберийска анархистка федерация (FAI). Мера ръководи стачка на строителни работници, електротехници и асансьорни техници в Мадрид през юни 1936 г. В резултат на това той е затворен в началото на юли.

## Гражданска война
Когато Гражданската война в Испания избухва, е освободен и ръководи колона, която потушава бунта в Гуадалахара, Алкала де Енарес и Куенка. След това защитава язовирите на Лозоя, които снабдяват Мадрид, и се бие в планинските вериги на Авила и долината на река Тиетар. Мера получава командването на XIV дивизия и тя действа в защитата на Мадрид, битката при Гуадалахара (март 1937) и в битката при Брунете (юли 1937). Заменя Хуан Перея в командването на IV армейски корпус на центъра. През април 1938 г. е произведен в подполковник.

### Краят на войната
До 1939 г. Мера е убеден, че републиканците ще бъдат победени. Когато Хуан Негрин отказва да се предаде на Франсиско Франко, Мера решава да подкрепи Сехисмундо Касадо, командир на Републиканската армия на центъра, и Хулиан Бестейро от Испанската социалистическа работническа партия, за да организират държавен преврат и да установят антисталинистки Съвет за национална отбрана (Consejo Nacional de Defensa). През март 1939 г. се присъединява към преврата на Касадо, за да ускори края на войната и да ограничи контрола на Комунистическата партия на Испания върху републиканската зона. Неговите сили са от основно значение за победата на Касадо в Мадрид срещу I корпус на армията на Центъра, изпратен да победи бунтуващите се.

## Изгнание и смърт
Мера заминава за Валенсия в края на войната и скоро със самолет в Оран и Казабланка, но е екстрадиран в Испания през февруари 1942 г. През 1943 г. е осъден на смърт, присъда, която е заменена с 30 години затвор, но е освободен през 1946 г. През 1947 г. емигрира в Париж, където работи като зидар до смъртта си в Сен-Клу през 1975 г.